# 山下良則
山下 良則（やました よしのり、1957年8月22日 - ）は、日本の技術者、実業家。リコー取締役会長、元経済同友会副代表幹事。

## 人物・経歴
兵庫県加西市出身。兵庫県立北条高等学校を経て、1980年広島大学工学部卒業、リコー入社。資材部で部品調達などに当たる。1995年から2002年英国駐在。2008年Ricoh Electronics, Inc.（米国カリフォルニア）社長。2010年グループ執行役員。2011年常務執行役員。2011年総合経営企画室長。2012年取締役専務執行役員。2016年取締役副社長執行役員。2017年から代表取締役社長を務め、複写機需要の低迷が続く中、2017年をリコーが成長を実現するための「再起動」のフェーズとし、前例にとらわれない構造改革による体質強化をはかった。同年、リコーのインド子会社の不正会計による損出発生に伴い、山下を含む5人の役員が報酬を返上した。その後、社外取締役を過半数にするなどコーポレートガバナンスを強化。2017年4 月に日本企業として初めてRE100に加盟し、脱炭素社会の実現に向けた取り組みを加速。2020 年11 月には日経SDGs 経営大賞を受賞。また、働き方改革やアクセレータープログラムなど自律型人材の活躍に向けた様々な施策を展開。2018年ビジネス機械・情報システム産業協会会長。2021年経済同友会副代表幹事（～2025年4月）。日本気候リーダーズ・パートナーシップ共同代表。2023年リコー会長。2024年旭化成株式会社社外取締役。同年野村不動産ホールディングス株式会社社外取締役。2025年 株式会社クボタ社外取締役。